# Sceloporus insignis
Sceloporus insignis este o specie de șopârle din genul Sceloporus, familia Phrynosomatidae, descrisă de Webb 1967. A fost clasificată de IUCN ca specie cu risc scăzut. Conform Catalogue of Life specia Sceloporus insignis nu are subspecii cunoscute.